# Платонов, Леонид Дмитриевич
Леони́д Дми́триевич Плато́нов (р. 15 июня 1970) — российский актёр.

## Биография
Леонид Платонов родился 15 июня 1970 года. В 1997 году окончил Российский институт театрального искусства — ГИТИС (педагог — Ирина Судакова).
Был одним из ведущих актёров первого постсоветского частного театра Екатеринбурга — Малого драматического театра «Театрон», в котором начал играть в семнадцатилетнем возрасте с момента основания театра в 1987 году.
Основные роли в «Театроне»: Карл Тиле («Собачий вальс» Леонида Андреева), Лука («На дне» Максима Горького), Моцарт («Маленькие трагедии» Александра Пушкина), Питер («Что случилось в зоопарке» Эдварда Олби, поэт («Карусель по г-ну Фрейду» Артура Шницлера), Решето («Любовь — книга золотая» Алексея Толстого), Альцест («Мизантроп» Мольера). В 2007 году в премьерном спектакле «Дядя Ваня» по пьесе Антона Чехова сыграл дядю Ваню.
15 февраля 2004 года в «Театроне» прошёл бенефис Леонида Платонова. В настоящее время актёр не входит в труппу театра.

## Фильмография
| Год       |   | Название                               | Роль                |
| --------- | - | -------------------------------------- | ------------------- |
| 1992      | ф | Прорва                                 | эпизод              |
| 1994      | ф | Самолёт летит в Россию                 | террорист           |
| 2003      | ф | Правда о щелпах                        | эпизод              |
| 2007—2007 | с | Дело было в Гавриловке                 | Фурцов              |
| 2008      | ф | История любви, или Новогодний розыгрыш | водитель грабителей |
| 2008—2008 | с | Серебро                                | лекарь              |
| 2011      | ф | Важняк. Игра навылет                   | Сушкин              |